# 豬豬人：受困火腿中
《豬豬人：受困火腿中》（英語：Spider-Ham: Caught in a Ham）是一部2019年美國超級英雄動畫短片，改編自漫威漫畫旗下的超級英雄角色豬豬人，為2018年電影《蜘蛛人：新宇宙》的前傳。短片由米格爾·吉倫編劇和執導，並於2019年2月26日收錄於《蜘蛛人：新宇宙》的影碟中。

## 配音員
- 約翰·莫藍尼 配音 彼得·豬客／豬豬人
- 亞倫·拉普朗特 配音 克勞迪博士

## 外部連結
- 互联网电影数据库（IMDb）上《豬豬人：受困火腿中》的资料（英文）
- 豆瓣电影上《豬豬人：受困火腿中》的資料 （简体中文）